# Port lotniczy Lieutenant Colonel Rafael Pabón
Port lotniczy Lieutenant Colonel Rafael Pabón (IATA: VLM, ICAO: SLVM) – port lotniczy położony w Villamontes, w departamencie Tarija, w Boliwii.